# Durak
Durak è un film del 2014 diretto da Yuriy Bykov.